# Bruine klauwier
De bruine klauwier (Lanius cristatus) is een zangvogel uit de familie Laniidae (klauwieren). De wetenschappelijke naam van de soort werd in 1758 gepubliceerd door Carl Linnaeus. De soort broedt in een groot deel van oostelijk Azië, en overwintert in het oriëntaals gebied. Deze soort is zeer nauw verwant aan de grauwe klauwier (L. collurio) en de Daurische klauwier (L. isabellinus) en werd vroeger wel als ondersoort van de eerste beschouwd.

## Kenmerken
De bruine klauwier is gemiddeld 20 cm lang. De vogel is overwegend bruin van boven en hij heeft een afgeronde staart. De vogel heeft een zwart "masker" rond het oog en daarboven een lichte wenkbrauwstreep. De buik en borst zijn roomkleurig, maar de flanken toe meer roodbruin. Het vrouwtje is valer gekleurd en heeft een op visschubben gelijkend verenkleed op de borst en het masker is donkerbruin in plaats van zwart.

## Verspreiding en leefgebied
Er worden vier ondersoorten van de bruine klauwier onderscheiden. De nominaat broedt in het noorden van Azië van Mongolië tot in Siberië en overwintert op het schiereiland Malakka en is 's winters algemeen in vooral het noordwesten van Borneo. De ondersoort L. c. confusus komt in praktisch hetzelfde gebied voor. De ondersoort L. c. superciliosus broedt op Sachalin, de Koerilen en Japan en overwintert op Hainan, Sumatra, Java en de Kleine Soenda-eilanden. L. c. lucionensis broedt in Korea en Oost-China en overwintert voornamelijk op Taiwan, de Filipijnen, Grote Soenda-eilanden maar ook op de Andamaneilanden en in India.
- L. c. cristatus: centraal en oostelijk Siberië en noordelijk Mongolië.
- L. c. confusus: oostelijk Mongolië, zuidoostelijk Rusland en noordoostelijk China.
- L. c. lucionensis: oostelijk China, Korea en zuidelijk Japan.
- L. c. superciliosus: Sachalin en noordelijk en centraal Japan.

### Voorkomen in Europa
De bruine klauwier is een dwaalgast in Europa. Hij is waargenomen op de Britse Eilanden en verder in Italië, Noorwegen, Denemarken, Frankrijk en Duitsland. In Nederland is de soort voor het eerst gezien in 2014 nabij Netterden in de Achterhoek. Daarna zijn er in de periode 2017-2019 nog drie waarnemingen bijgekomen. Op 25 oktober 2019 kwam de eerste bevestigde waarneming in België, meer bepaald in Heist.

## Status
De bruine klauwier heeft een groot verspreidingsgebied en daardoor alleen al is de kans op uitsterven uiterst gering. De grootte van de populatie is niet gekwantificeerd. Er is aanleiding te veronderstellen dat de soort in aantal achteruit gaat. Het tempo ligt echter onder de 30% in tien jaar (minder dan 3,5% per jaar). Om die redenen staat deze klauwier als niet bedreigd op de Rode Lijst van de IUCN.

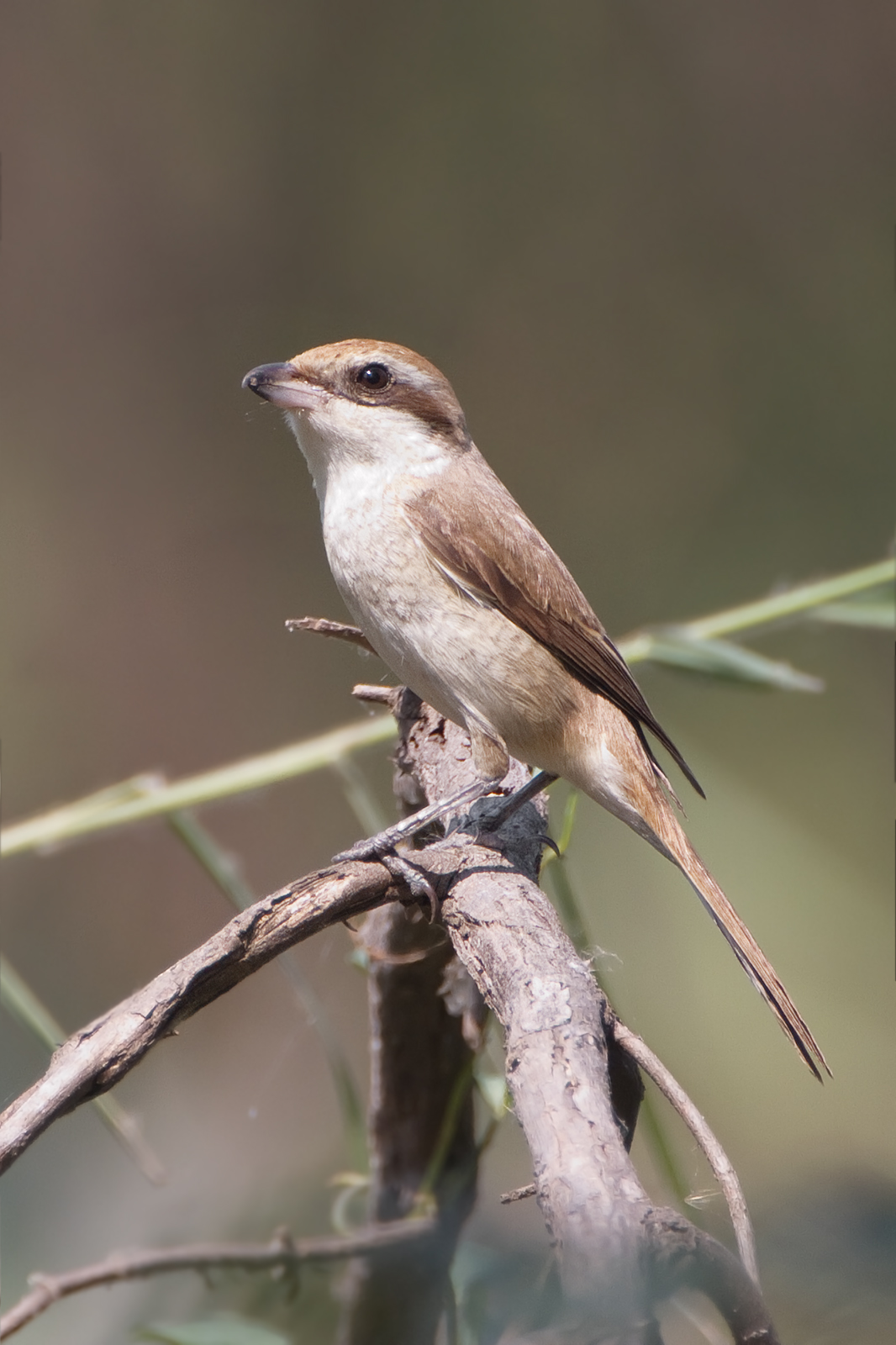
Vrouwtje
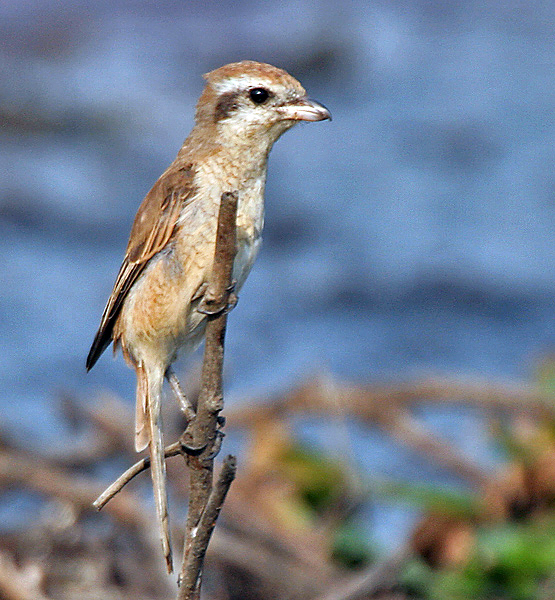
Onvolwassen vogel
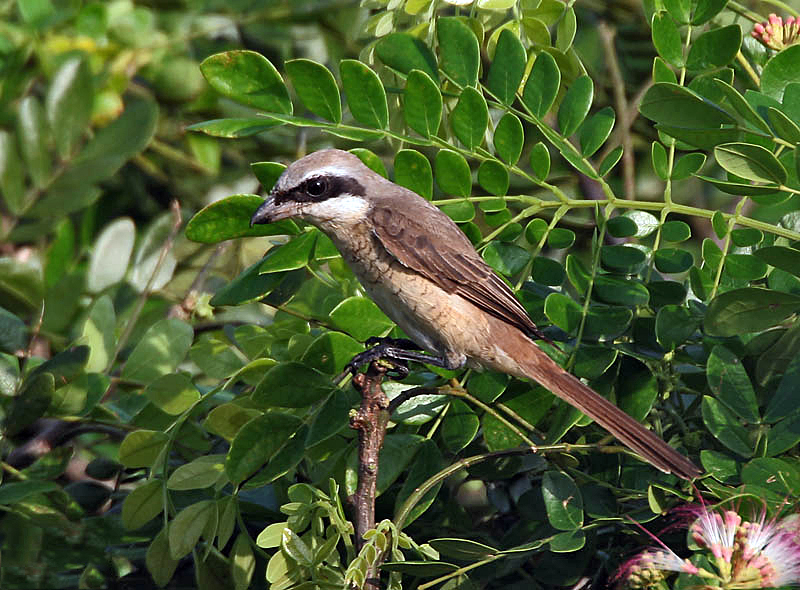
Mannetje